# Cryptogam Ridge, Sydorkneyöarna
Cryptogam Ridge är en bergstopp i Antarktis. Den ligger på Signy Island i Sydorkneyöarna. Argentina och Storbritannien gör anspråk på området. Toppen på Cryptogam Ridge är 39 meter över havet. Den ligger vid sjön Bothy Lake.
Terrängen runt Cryptogam Ridge är lite kuperad. Trakten är obefolkad.